# Rathaus (Armsheim)

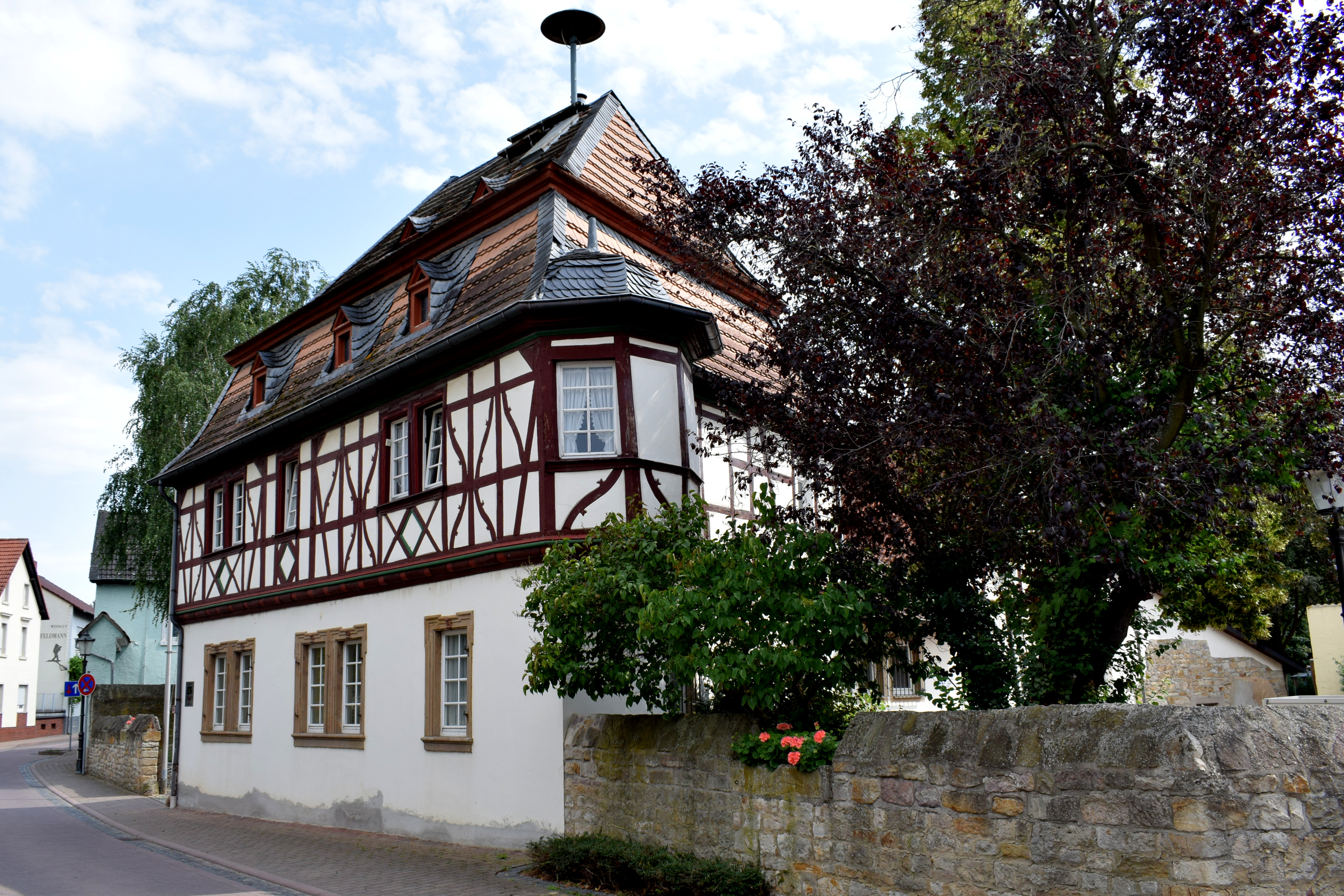
Rathaus in Armsheim

Das Rathaus in Armsheim, einer Ortsgemeinde im Landkreis Alzey-Worms in Rheinland-Pfalz, wurde um 1750 errichtet. Das Rathaus an der Bahnhofstraße 17 ist ein geschütztes Kulturdenkmal.
Das barocke Fachwerkhaus, das teilweise aus massivem Mauerwerk besteht, hat ein Mansardwalmdach. Die Fenster im Erdgeschoss sind mit Sandsteinrahmungen versehen. Das Fachwerk des Obergeschosses ist mit geohrten Mannfiguren und Andreaskreuzen geschmückt. Der Eckerker wird von einer Haube abgeschlossen. Das Dach hat viele Dachgauben.
Die dazugehörige ehemalige Fachwerkscheune ist mit der Jahreszahl 1702 bezeichnet.